# 社会開発・人間安全保障省
社会開発・人間安全保障省 (タイ語:กระทรวงการพัฒนาสังคมและความมั่นคงของมนุษย์、英語：Ministry of Social Development and Human Security）は、タイ王国政府の省の一つ。2002年に設置。

## 概要
社会開発・人間安全保障省は、社会開発、社会正義と平等の定着、また家庭やコミュニティにおける福祉と人間安全保障を奨励、発展に関する政策を担当する。内閣の閣僚である社会開発・人間安全保障大臣が省の長となる。

## 所在地
バンコク ポーンプラープ区 マハーナーク地区 クルンガセーム通り 1034 （เลขที่ 1034 ถนนกรุงเกษม แขวงมหานาค เขตป้อมปราบศัตรูพ่าย กรุงเทพมหานคร 10100）

## 部局

### 事務
- 大臣官房
- 次官事務局

### 内部部局
- 社会開発・福祉局（กรมพัฒนาสังคมและสวัสดิการ）
- 児童・青少年่事業局（กรมกิจการเด็กและเยาวชน）
- 婦人・家族事業事務局（กรมกิจการสตรีและสถาบันครอบครัว）
- 高齢者事業局（กรมกิจการผู้สูงอายุ）
- 障がい者支援・福祉向上局（กรมส่งเสริมและพัฒนาคุณภาพชีวิตคนพิการ）

### 省関連の公共機関・公社
- 国家住宅公社（การเคหะแห่งชาติ）
- 公共抵当事務局（สำนักงานธนานุเคราะห์）
- コミュニティ組織開発機構（สถาบันพัฒนาองค์กรชุมชน）

## 関連事項
- 内閣 (タイ)